# NASA Distinguished Service Medal
La NASA Distinguished Service Medal è un'onorificenza assegnata dalla NASA fin dal 1959 per decorare gli astronauti e le persone che si sono distinte nel programma spaziale.